# Mabel (ca sĩ)
Mabel Alabama-Pearl McVey (sinh ngày 19 tháng 2 năm 1996), được biết đến với biệt danh Mabel, là một ca sĩ và nhạc sĩ người Anh. Cô đã có bước đột phá vào năm 2017 với đĩa đơn "Finders Keepers", đạt vị trí thứ tám trên UK Singles Chart. Album phòng thu đầu tay của cô ấy  High Expectations  đã lọt vào Bảng xếp hạng Album của Vương quốc Anh ở vị trí thứ ba và được chứng nhận đĩa bạch kim. Nó bao gồm 10 đĩa đơn hàng đầu của Vương quốc Anh: "Don't Call Me Up", "Mad Love" và "Boyfriend". Cô đã giành được Giải Brit cho Nữ nghệ sĩ solo người Anh vào năm 2020.

## Đầu đời
Mabel Alabama-Pearl McVey sinh ngày 19 tháng 2 năm 1996 tại Alhaurín el Grande, Málaga, Tây Ban Nha. Cô ấy là người con trẻ nhất của Nhà sản xuất âm nhạc Anh Cameron McVey và là cả sĩ người Thụy Điển Neneh Cherry. Qua mẹ cô, Mabel là cháu gái riêng của nhạc sĩ nhạc jazz người Mỹ Don Cherry và là cháu gái của ca sĩ Eagle-Eye Cherry. Em gái cô Tyson, em gái cùng cha khác mẹ Naima và anh trai cùng cha khác mẹ Marlon Roudette cũng là ca sĩ. Gia đình sống ở Alhaurín el Grande trong hai năm trước khi Mabel sinh ra và di chuyển trở lại Notting Hill, Tây London, Anh, khi cô được hai tuổi.
Ở tuổi bốn, cô tự học cách đọc qua ngữ âm và sách nói, nhưng sớm phát triển chứng lo lắng do nhạy cảm với môi trường xung quanh và bị bắt nạt do nguồn gốc chủng tộc. Cha mẹ cô - những người phản đối việc sử dụng thuốc - đã khuyến khích Mabel thể hiện bản thân qua âm nhạc và nhật ký. Năm sau, cô học piano và viết bài hát đầu tiên của mình. Để giúp cô tránh khỏi sự lo lắng, gia đình chuyển đến Thụy Điển khi cô lên tám và sống ở quê hương quê hương của mẹ cô gần thị trấn Hässleholm. Ở tuổi 15, Mabel đăng ký học tại trường âm nhạc Stockholm Rytmus Musikergymnasiet, nơi cô theo học khóa học ba năm về sáng tác, sản xuất và lý thuyết âm nhạc.

## Sự nghiệp

### 2015–2018:BedroomvàIvy to Roses
Sau khi chuyển đến London, Mabel phát hành đĩa đơn đầu tay "Know Me Better" vào tháng 7 năm 2015, đã thu hút sự chú ý của DJ Radio 1 của BBC Annie Mac, người đã biến bài hát này thành Giai điệu của tuần. Trong vòng vài tuần, Mabel đã ký hợp đồng thu âm với Universal. Vào tháng 3 năm 2017, sau khi phát hành đĩa đơn "My Boy My Town" và "Thinking Of You" năm 2015 và 2016, cô đã phát hành "Finders Keepers" với sự góp mặt của rapper người Anh Kojo Funds , đã lọt vào Top 10 của Bảng xếp hạng đĩa đơn của Vương quốc Anh vào cuối năm 2017. Vào tháng 5 năm 2017, cô ấy đã phát hành trò chơi mở rộng Bedroom đầu tay của mình.
Vào tháng 10 năm 2017, Mabel phát hành "Begging", đĩa đơn chính trong mixtape đầu tay của cô ấy  Ivy to Roses , được phát hành ngay sau đó. Vào tháng 12, cô hợp tác với Not3s trên "My Lover". Sau khi phát hành bản hợp tác Not3s thứ hai vào tháng 1 năm 2018, "Fine Line", Mabel đã mở màn cho ca sĩ người Anh Harry Styles trong phần châu Âu của trận lượt về của chuyến lưu diễn ủng hộ album phòng thu đầu tay của anh ấy. Sau chuyến lưu diễn với Styles, cô bắt đầu chuyến lưu diễn tiêu đề của riêng mình qua Vương quốc Anh và Châu Âu. Vào tháng 6, cô được giới thiệu trên "Ring Ring" cùng với rapper người Mỹ Rich the Kid và DJ người Anh Jax Jones. Cuối năm đó, sau khi phát hành "One Shot", cô đồng sáng tác "Blind", một bài hát cho nhóm nhạc nữ Anh Four of Diamonds.

### 2019–2020:High Expectations
Vào tháng 1 năm 2019, Mabel được đề cử cho Đạo luật Đột phá của Anh tại Giải Brit 2019. Cô ấy tái phát hành  Ivy to Roses  với bìa mới và bao gồm tất cả các đĩa đơn đã được phát hành kể từ khi ấn bản đầu tiên được phát hành. Cùng với đó, Mabel cũng đã phát hành "Don't Call Me Up", đứng ở vị trí thứ 11 trên UK Singles Chart. Bài hát đạt vị trí thứ 3, trở thành đĩa đơn xếp hạng cao nhất của cô cho đến nay. Vào ngày 7 tháng 6 năm 2019, cô phát hành "Mad Love", đĩa đơn thứ hai trong album phòng thu đầu tay của cô,  High Expectations , được phát hành vào ngày 2 tháng 8 năm đó năm. Bài hát ra mắt ở vị trí thứ 18 tại Vương quốc Anh, sau đó đạt vị trí thứ 8. Sau bản phát hành tháng 11 năm 2019 của cô ấy Christmas single Thời gian cô đơn nhất Of Year, vào tháng 1 đến tháng 3 năm 2020, Mabel bắt đầu Chuyến lưu diễn với những kỳ vọng cao trên khắp Bắc Mỹ, Vương quốc Anh và Châu Âu.
Vào tháng 2 năm 2020, cô phát hành bài hát "Boyfriend". Sau đó, cô góp mặt trong bản cover BBC Radio 1 Live Lounge của bài hát Foo Fighters "Times Like These" như một phần của Live Lounge Allstars. Điều này được tổ chức để đối phó với đại dịch COVID-19 đang diễn ra. Cuối năm đó, vào tháng 7, Mabel hợp tác với AJ Tracey trên "West Ten" và phát hành phiên bản acoustic của  High Expectations . Tháng sau, Clean Bandit phát hành "Tick Tock" với sự góp mặt của Mabel và 24kGoldn.

### 2021 – nay:About Last Night...
Sau một đoạn giới thiệu có tiêu đề 'Cho phép tôi giới thiệu lại bản thân', được đăng lên mạng xã hội của cô ấy vào tháng 6 năm 2021, "Let Them Know" được phát hành vào ngày 18 tháng 6 năm 2021. Vào ngày 16 tháng 7 năm 2021, Mabel phát hành bài hát "Take It Home" như là một phần của Album kỷ niệm 25 năm của Pokémon. In August 2021, she performed on the ITV2 reality series Love Island. Vào ngày 29 tháng 10 năm 2021, Mabel và Joel Corry đã phát hành bài hát "I Wish". Tiếp theo bài hát là bản cover của bài hát Cyndi Lauper "Time After Time", mà cô đã thu âm cho quảng cáo truyền hình Giáng sinh của McDonald's năm 2021. Đĩa đơn thứ hai, "Good Luck", gồm Jax Jones và Galantis được phát hành vào ngày 18 tháng 3 năm 2022. Album thứ hai của Mabel có tên là  About Last Night...
 About Last Night  đạt vị trí thứ 2 trên Bảng xếp hạng Album của Vương quốc Anh, là album xếp hạng cao nhất của Mabel cho đến nay, nó cũng đạt vị trí thứ 4 trên Bảng xếp hạng Album của Scotland, một lần nữa cao nhất của cô cho đến nay.

## Đĩa nhạc
- High Expectations (2019)
- About Last Night... (2022)

## Lưu diễn hòa nhạc

### Tiêu đề
- These Are The Best Times Tour (2018)
- The Mad Love Tour (2019)
- High Expectations Tour (2020)

### Khuyến mại
- Chương trình thân mật (2022)

### Hỗ trợ
- Harry Styles: Live on Tour (2018)
- LANY: Thrilla in Manila Tour (2019)
- Khalid: Free Spirit World Tour (2019)

## Giải thưởng và đề cử
| Award                     | Year | Nominated work          | Category                               | Result       | Ref.   |
| ------------------------- | ---- | ----------------------- | -------------------------------------- | ------------ | ------ |
| BBC Radio 1's Teen Awards | 2019 | Herself                 | Best British Singer                    | Đề cử        | [ 47 ] |
| Brit Awards               | 2019 | Herself                 | British Breakthrough Act               | Đề cử        | [ 48 ] |
| Brit Awards               | 2020 | Herself                 | British Female Solo Artist             | Đoạt giải    | [ 49 ] |
| Brit Awards               | 2020 | Herself                 | Best New Artist                        | Đề cử        | [ 49 ] |
| Brit Awards               | 2020 | "Don't Call Me Up"      | Song of the Year                       | Đề cử        | [ 49 ] |
| Global Awards             | 2018 | Herself                 | Rising Star                            | Đoạt giải    | [ 50 ] |
| Global Awards             | 2018 | Herself                 | Best RnB, Hip Hop or Grime             | Đề cử        | [ 50 ] |
| Grammis                   | 2018 | Herself                 | Best Newcomer                          | Đề cử        | [ 51 ] |
| LOS40 Music Awards        | 2019 | Herself                 | Best International New Artist          | Đoạt giải    | [ 52 ] |
| LOS40 Music Awards        | 2019 | "Don't Call Me Up"      | Best International Video               | Đề cử        | [ 52 ] |
| MOBO Awards               | 2017 | Herself                 | Best Female                            | Đề cử        | [ 53 ] |
| MOBO Awards               | 2017 | Herself                 | Best Newcomer                          | Đề cử        | [ 53 ] |
| MTV Brand New             | 2018 | Herself                 | Special Award                          | Đoạt giải    | [ 54 ] |
| MTV Europe Music Awards   | 2019 | Herself                 | Best Push Act                          | Đề cử        | [ 55 ] |
| MTV Europe Music Awards   | 2019 | Herself                 | Best New Act                           | Đề cử        | [ 55 ] |
| MTV Europe Music Awards   | 2019 | Herself                 | Best UK & Ireland Act                  | Đề cử        | [ 55 ] |
| MTV Hottest               | 2021 | Herself                 | Hottest Superstar                      | Đề cử        | [ 56 ] |
| MTV Video Play Awards     | 2019 | "Don't Call Me Up"      | Winning Video                          | Đoạt giải    | [ 61 ] |
| Music Week Awards         | 2021 | Mabel x Kangol & H&M    | Music & Brand Partnership              | Chưa công bố | [ 62 ] |
| Musikförläggarnas Pris    | 2019 | "Don't Call Me Up"      | Best Song                              | Đề cử        | [ 63 ] |
| Musikförläggarnas Pris    | 2019 | Herself                 | Best Composer                          | Đề cử        | [ 63 ] |
| Musikförläggarnas Pris    | 2019 | Herself                 | Best International Success             | Đề cử        | [ 63 ] |
| NRJ Music Awards          | 2019 | Herself                 | International Breakthrough of the Year | Đề cử        | [ 64 ] |
| P3 Guld                   | 2020 | "Don't Call Me Up"      | Song of the Year                       | Đề cử        | [ 65 ] |
| Silver Clef Award         | 2019 | Herself                 | Best Newcomer                          | Đoạt giải    | [ 66 ] |
| UK Music Video Awards     | 2021 | "Let Them Know"         | Best Pop Video - UK                    | Đề cử        | [ 67 ] |
| Urban Music Awards        | 2018 | Herself                 | Best Female Act                        | Đề cử        | [ 68 ] |
| Urban Music Awards        | 2018 | "My Lover" (with Not3s) | Best Music Video                       | Đề cử        | [ 68 ] |
| Urban Music Awards        | 2020 | Herself                 | Best Female Act                        | Đề cử        | [ 69 ] |
| Urban Music Awards        | 2020 | Herself                 | Artist of the Year (UK)                | Đề cử        | [ 69 ] |
| Urban Music Awards        | 2020 | "Don't Call Me Up"      | Best Music Video                       | Đoạt giải    | [ 69 ] |

## Liện kết ngoại
- Tư liệu liên quan tới Mabel McVey tại Wikimedia Commons
- Website chính thức
- Mabel (ca sĩ) trên AllMusic